# De Oude Sint-Michielsgestelse Polder
De Oude Sint-Michielsgestelse Polder is een voormalig waterschap in de Nederlandse provincie Noord-Brabant. Het werkgebied van de polder omvatte de Oude Sint-Michielsgestelse Polder, ook genaamd De Polder aan de Dungense kant, die in 1649 in opdracht Maria Elisabeth II van den Bergh werd ingepolderd. De uitwatering van het waterschap vond plaats via twee sluisjes die het water loosden op De Nieuwe Sint-Michielsgestelse Polder, van waaruit het water op de Dommel werd geloosd. Het waterschap was verantwoordelijk voor 2,1 kilometer dijk waarvan bekend is dat die zeker driemaal is doorgebroken.
In 1960 werd het waterschap De Oude Sint-Michielsgestelse Polder samengevoegd met de waterschappen van Binnenpolder van Den Dungen, De Nieuwe Sint-Michielsgestelse Polder en De Mudakker en Plijnse Polder tot het waterschap De Beneden Dommel.